# Shangcheng, Xinyang
Shangcheng är ett härad som lyder under Xiyangs stad på prefekturnivå i Henan-provinsen i norra Kina.